# Geminatio
Een geminatio (ook verdubbeling) is een onmiskenbaar effect, zeer verwant met het pleonasme en de anafoor, waarbij twee exact dezelfde woorden na elkaar worden geplaatst.
Voorbeelden
- Dans, Grozny dans[1]
- Run paint, run, run[2]
- Een paard, een paard. Mijn koninkrijk voor een paard.[3]
- Ik zei het nog; ik zei het nog.

## Onderverdelingen
- iteratio: herhaling van een woord in dezelfde zin
- repetitio of epanalepsis: herhaling van een woordgroep in dezelfde zin

## Verwante begrippen
Geminatio dient te worden onderscheiden van geminatie, een fonologisch verschijnsel.